# توقیف

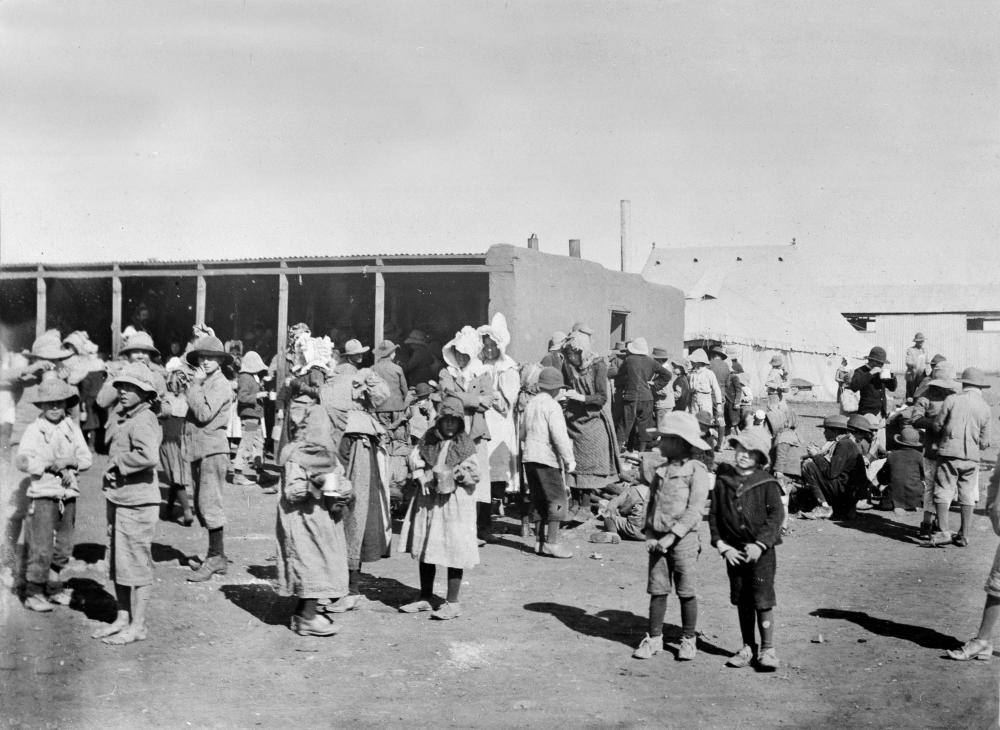
زنان و کودکان بوئری در توقیف‌گاه تجمیع انگلیسی در آفریقای جنوبی (۱۹۰۰ تا ۱۹۰۲)

توقیف (به انگلیسی: Internment) زندانی کردن یا حبس گروهی از مردم است که معمولاً در گروه‌های بزرگ و بدون محاکمه انجام می‌شود. این اصطلاح به ویژه در مورد حبس کردن «شهروندان دشمن در زمان جنگ یا مظنونان تروریسم» استفاده می‌شود. در حالی که مفهوم آن به سادگی به معنی حبس نمودن است هدف آن بیشتر محدود کردن و پیشگیری جرم و جنایت به جای حبس پس از محکومیت به آن است. استفاده از این واژه در بحث‌های سیاسی حساسیت‌زا است.
افراد مظنون ممکن است در زندان‌ها یا در امکانی به نام «اردوگاه‌های اقامت اجباری» (concentration camps) نگه‌داری شوند که در برخی موارد رسماً یا با کنایه به نام «اردوگاه تجمع» نیز خوانده شوند.
توقیف همچنین ممکن است به عمل کشورهای بی‌طرف در زمان جنگ در بازداشت نیروهای مسلح متخاصم و تجهیزات آن‌ها در سرزمین‌های خودشان تحت کنوانسیون لاهه ۱۹۰۷ گفته شود.
اعلامیه جهانی حقوق بشر استفاده از توقیف را ممنوع کرده است. در ماده ۹ آمده است که «هیچ‌کس نباید در معرض توقیف، بازداشت یا تبعید خودسرانه قرار گیرد.»
در کره شمالی، اردوگاه‌های کار اجباری وجود دارند. به‌طوری‌که اگر کسی مرتکب جرمی شود، علاوه بر او، کل خانواده اش به اردوگاه فرستاده می‌شوند. گانگ چول هوان (زندانی سابق اردوگاه یودوک) در کتاب آکواریوم‌های پیونگ یانگ، شرح زندگی ۱۰ ساله خود در اردوگاه‌های کار اجباری کره شمالی را آورده‌است. نتیجه هرگونه مخالفت و انتقاد از نظام حاکم و رهبر این کشور، تبعید افراد به این اردوگاه هاست. وضعیت زندگی در آنجا به شدت اسفبار است چنان‌که اسیران از کمبود غذا گاه دست به خوردن موشها می‌زنند.